# Armando Caro Figueroa
Armando Caro Figueroa (5 de julio de 1944) es un abogado y político argentino nacido en la ciudad de Salta.

## Biografía
Armando Caro Figueroa nació en la ciudad de Salta el 5 de julio de 1944, en el seno de una familia de larga historia política, siendo hijo de José Armando Caro, histórico dirigente salteño del peronismo que se desempeñó como diputado nacional entre 1963 y 1966, senador nacional entre 1973 y 1976, e interventor federal en la provincia de Santiago del Estero en 1955, y de María Elena Figueroa, descendiente de importantes familias de Salta y Tucumán. Es sobrino del general Carlos Augusto Caro, subsecretario de Guerra en la presidencia de José María Guido y conocido por su defensa de la legalidad constitucional y democrática en 1966.
Su actividad pública comienza en la Facultad de Derecho de la Universidad Nacional de Tucumán, en la que es elegido Presidente del Centro de Estudiantes de Derecho, de orientación reformista y, posteriormente, Consejero Estudiantil en el Consejo de la Facultad, y en donde obtiene, a los 19 años de edad, su título de abogado, en el año 1964. Más tarde, en el año 1973, se desempeñará como Secretario de la Corte de Justicia de Salta, Fiscal del Poder Judicial y Fiscal de Estado en su provincia.

Entre 1976 y 1983 fue asesor del sindicato español Unión General de Trabajadores. En 1985 fue designado Subsecretario de Trabajo y posteriormente Secretario de Trabajo del gobierno del presidente argentino Raúl Alfonsín, desde donde trabaja intensamente en la democratización del sistema de relaciones laborales en Argentina. En 1987 fue Secretario de Desarrollo Regional del mismo gobierno. Entre 1988 y 1993 se desempeñó como asesor del gabinete del Ministro de Trabajo y Seguridad Social de España, convocado por el ministro Manuel Chaves, durante los gobiernos de Felipe González. 
En 1993 regresó a la Argentina para desempeñar el cargo de Ministro de Trabajo y Seguridad Social, durante los gobiernos del presidente Carlos Menem. Desempeñó dicho cargo hasta 1997, fecha en que presentó su dimisión. En 2001 se desempeñó como Administrador Federal de Ingresos Públicos y Vicejefe de Gabinete, durante el gobierno del Presidente Fernando de la Rúa. En 1999 fue candidato a Vicepresidente de la Nación, por el Partido Acción por la República, acompañando a Domingo Cavallo. Desde 2002 se encuentra retirado de la vida política y dedicado al ejercicio de su profesión de abogado. Es socio del Club Político Argentino y miembro del Foro de Observación de la Calidad Institucional de Salta (FOCIS). Preside la Asociación de Vecinos de los ríos Lesser y Castellanos.
Sobre la llamada flexibilidad laboral Caro Figueroa opinó:

”La flexibilidad puede ser una ideología, un argumento de la patronal para reducir costos y magnificar ganancias, o puede ser una herramienta para generar empleo. Son dos visiones…En todo caso habrá que cambiarle el nombre porque está medio desgastado, pero hay que adecuar las condiciones de trabajo a las nuevas tecnologías” 

Tiene tres hijos (José Armando, Rodrigo Facundo y María Marta Caro Romero) y seis nietos: José Armando Caro y Alcázar, Gabriel Caro Dulikiewicz, Nicolás Caro Dulnikiewicz, Pablo Caro Dulnikiewicz, Sara Caro Dulnikiewicz y Martina Caro Romero.

## Libros y publicaciones
- Teoría del estado y derecho político

## Editados mundialmente
- “La flexibilidad laboral”, Editorial Biblos
- “Modernización laboral. Cuaderno de un reformador empedernido”
- “Memoria de Gestión”

## Libros (editados en Argentina o inéditos)
- “Si de Salta se trata”, editado en Argentina
- “La flexibilidad laboral”
- “Modernización laboral: Cuaderno de un reformador empedernido”
- “Memoria de Gestión”
- "Tratado de la Huelga y del Derecho de Huelga" (Editorial La Ley - 2014)
- "Política y Violencia en la Salta de los años 70" (Editorial Cosmosalta - 2016)